# Bertangles
Bertangles település Franciaországban, Somme megyében. Lakosainak száma 797 fő (2022. január 1.). Bertangles Argœuves, Flesselles, Montonvillers, Poulainville, Vaux-en-Amiénois és Villers-Bocage községekkel határos.

## Népesség
A település népességének változása:
| Lakosok száma | 582  | 569  | 605  | 627  | 656  | 686  | 747  | 779  | 797  |
|               | 2013 | 2015 | 2016 | 2017 | 2018 | 2019 | 2020 | 2021 | 2022 |